# Thomas Rösslein
Thomas Rösslein (* 5. Juli 1939 in Stuttgart) ist ein deutscher Jurist.

## Leben
Rösslein studierte Rechtswissenschaft in München und wurde 1959 Mitglied der katholischen Studentenverbindung KDStV Trifels München im CV. Er wurde 1968 an der Eberhard Karls Universität Tübingen zum Doktor der Rechte promoviert.
Bis 1988 war er Geschäftsführer der CDU-Landtagsfraktion im baden-württembergischen Landtag. 1988 wurde Rösslein als Nachfolger von Anton Böhringer zum Direktor des Landtags von Baden-Württemberg berufen. 1989 erlitt er einen schweren Schlaganfall. 1991 wurde er aus gesundheitlichen Gründen vorzeitig in den Ruhestand versetzt. Ihm folgte Winfried Grupp nach.
1995 begann Rösslein zu malen, vorwiegend abstrakte Farbkompositionen in Acryl- und Mischtechnik. Seine Bilder sind regelmäßig in Ausstellungen zu sehen.

## Werke
- Der Folgenbeseitigungsanspruch. Tübingen, 1968.
- Hrsg. zusammen mit Ernst Wolfgang Becker: Politischer Irrtum im Zeugenstand. Die Protokolle des Untersuchungsausschusses des Württemberg-Badischen Landtags aus dem Jahre 1947 zur Zustimmung zum „Ermächtigungsgesetz“ vom 23. März 1933, Deutsche Verlags-Anstalt, Stuttgart 2003, ISBN 3-421-05793-1.
- Quellen zur Entstehung der Verfassung von Württemberg-Hohenzollern. 1. Teil: Kommission für geschichtliche Landeskunde in Baden-Württemberg; Kohlhammer Verlag Stuttgart 2006, ISBN 3-17-018977-8
- Quellen zur Entstehung der Verfassung von Württemberg-Hohenzollern. 2. Teil: Kommission für geschichtliche Landeskunde in Baden-Württemberg; Kohlhammer Verlag Stuttgart 2008, ISBN 978-3-17-019223-2